# Греб, Эмиль
Эмиль Греб (нем. Emil Graeb; 1850 — 1920) — немецкий артист балета и балетмейстер.
Наиболее известен как главный балетмейстер берлинской Королевской оперы в 1887—1919 гг. Поставил ряд балетов с примадонной Антониеттой Дель-Эра, в том числе в 1901 году стал хореографом первой постановки единственного балета Иоганна Штрауса «Золушка», дописанного Йозефом Байером. Среди других заметных работ Греба — балет «Роза Шираза» на музыку Рихарда Эйленберга (1896), в главной партии которого дебютировала на берлинской сцене Аделина Жене, «Лаурин» на музыку Морица Мошковского, «Прометей» на музыку Бетховена. Поставил также танцевальную часть мировой премьеры оперы Фернана Ле Борна «Мударра» (1899).